# Sporobolus engleri
Sporobolus engleri är en gräsart som beskrevs av Pilg.. Sporobolus engleri ingår i släktet droppgräs, och familjen gräs. Inga underarter finns listade i Catalogue of Life.